# Sereje
Sereje (lit. Seirijai, ros. Серее) – dawne miasto, obecnie miasteczko na Litwie w okręgu olickim w rejonie łoździejskim, położone ok. 20 km od Łoździej. Przed 1914 r. mieszkało tam 4 tys. mieszkańców, z tego 3 tys. Żydów. W 2001 r. liczba ludności wynosiła 983 osoby. Siedziba starostwa Sereje.
Sereje położone były w drugiej połowie XVI wieku w powiecie trockim województwa trockiego.

## Historia
Ślady osadnictwa w rejonie Serejów szacuje się na ok. IV w. p.n.e. Znaleziono tam liczne narzędzia kamienne. Pierwsze pisemne wzmianki o Serejach znajdują się w źródłach krzyżackich z 1384 r. Wspomina się w nich jezioro Seirijaj i dużo ludzi koszących przy jeziorach i na polach. Przyjmuje się, że tereny te (Dzukija) były już w XII–XIII w. zasiedlone przez Jaćwingów, na co wskazują niektóre nazwy miejscowe – jezioro Gailieko- „gailis”- bialy, Seirijai, Paserninkai, w mowie Jaćwingów rdzeń „ser” w litewskim odpowiada „tek”.
2 września 1511 r. król polski Zygmunt Stary podarował Sereje księciu Jerzemu Radziwiłłowi. Podawana informacja o tym, że 1584 r. ufundowano Serejach kościół pod wezwaniem NMP Szkaplerznej jest nieprawdziwa – chodziło o wzniesiony wtedy budynek zboru kalwińskiego, który katolicy przejęli siłą w latach „Potopu”. Radziwiłłowie, którzy przeszli w okresie reformacji na kalwinizm wznieśli w Serejach kościół ewangelicko-reformowany i osiedlili tu wielu rzemieślników. W okresie „potopu” przez Sereje przechodziło wojsko cara Alekseja (1655). Ludwika Karolina Radziwiłł, córka Bogusława Radziwiłła wniosła Sereje jako posag do związku z Ludwikiem księciem neuburskim w 1688 r. Po jej śmierci w 1695 r. wskutek skomplikowanych działów spadkowych Sereje stały się własnością elektora brandenburskiego Fryderyka III Hohenzollerna, a od 1701 r. króla pruskiego Fryderyka I, jednakże formalnie pozostawały częścią Rzeczypospolitej. W rękach Hohenzollernów Sereje pozostawały do 1806 r., mimo że wcześniej w 1793 r. sejm grodzieński próbował na wniosek bp. Kossakowskiego wymusić na królu pruskim rezygnację z Serejów i Taurogów. W 1795 Sereje zostały częścią Prus po III rozbiorze Polski. Po 1807 wraz z Suwalszczyzną część Księstwa Warszawskiego, a od 1815 Królestwa Polskiego. Za Królestwa Polskiego istniała wiejska gmina Sereje.
Sereje był świadkiem wielu kampanii wojennych (1812, 1914–1915, 1941–1944), jak też powstań narodowych (1831, 1863). Po powstańcach z 1830-31 i 1863-64 r. pozostały mogiły we wsiach Mockoniach, Stogastulpiach, Staciszkach. W 1870 roku miasteczko miało 3662 mieszkańców. Władze carskie odebrały prawa miejskie 31 maja 1870 w ramach represji po powstaniu styczniowym.
19 września 1941 r. w okolicy Serej Niemcy przy pomocy prawdopodobnie policji litewskiej zamordowali 953 Żydów. Na cmentarzu w Serejach i w lesie przy wsi Baraciszki znajdują się pomniki upamiętniające ofiary tych mordów. Po 1944 r. w okolicy Serejów działała do 1951 r. antysowiecka partyzantka litewska. Na miejscu walk partyzanckich w 1951 roku, we wsi Paserniki postawiony został pomnik ku czci poległym partyzantom, a w Bestraigiszskim lesie kamień upamiętniający członków partyzanckiego sztabu okręgu Dainawa, którzy tam polegli. Bojowników litewskiego, antysowieckiego ruchu oporu upamiętnia pomnik w Serejach przy ulicy Witolda, w miejscu, gdzie stała siedziba miejscowego oddziału NKWD.

## Zbór kalwiński
W 1584 r. Mikołaj Radziwiłł ufundował w miejscowości zbór kalwiński (ewangelicko-reformowany), które potem znów opatrzył jego syn Jerzy Radziwiłł.  W 1634 r. pastorem zboru był Samuel Minwid. W okresie „Potopu” budynek zboru przejęli katolicy, pomimo protestów Bogusława Radziwiłła i prób jego odzyskania. Na początku XVIII w. zbór odnowił król pruski Fryderyk I, który wybudował nowy budynek kościoła.
W l. 1822–1919  zbór działał w ramach Synodu Ewangelicko-Reformowanego w Królestwie Polskim, a potem został podporządkowany konsystorzowi w Kownie. Do co najmniej 1919 roku nabożeństwa odprawiono po polsku i niemiecku. W 1808 w pastor tutejszego zboru, Stanisław Monkiewicz (1766–1833) ochrzcił Szymona Konarskiego. W l. 1889–1901 pastorem był Kazimierz Szefer (1861–1939).
Większość wyznawców kościoła reformowanego w Serejach stanowili niemieccy osadnicy i okoliczni chłopi i podlegał Jednocie Litewskiej. W 1888 r. parafia liczyła 288 wiernych, w 1908 r. liczyła  331 wiernych.

## Zabytki
Jednymi z najstarszych budowli w rejonie są: zbudowany przed 300 laty budynek leśnictwa oraz zabudowania dworu serejskiego przy ulicy Metelskiej.
W Serejach znajduje się pięć cmentarzy: dwa żydowskie, katolicki, niemiecki polski, które świadczą o tym, że miejscowość ta była w przeszłości niemałym centrum handlowym i rzemieślniczym położonym przy skrzyżowaniu pięciu dróg.
Z Serej pochodził znany malarz litewski Antanas Žmuidzinavičius (1876–1966). W miejscu, w którym stał jego dom postawiono kamień pamiątkowy, a w miejscowej szkole średniej zlokalizowano muzeum poświęcone jego twórczości.
W pobliskiej wsi Paserniki znajduje się stare grodzisko, a we wsi Sagavo 100-letnia lipa.

## Galeria

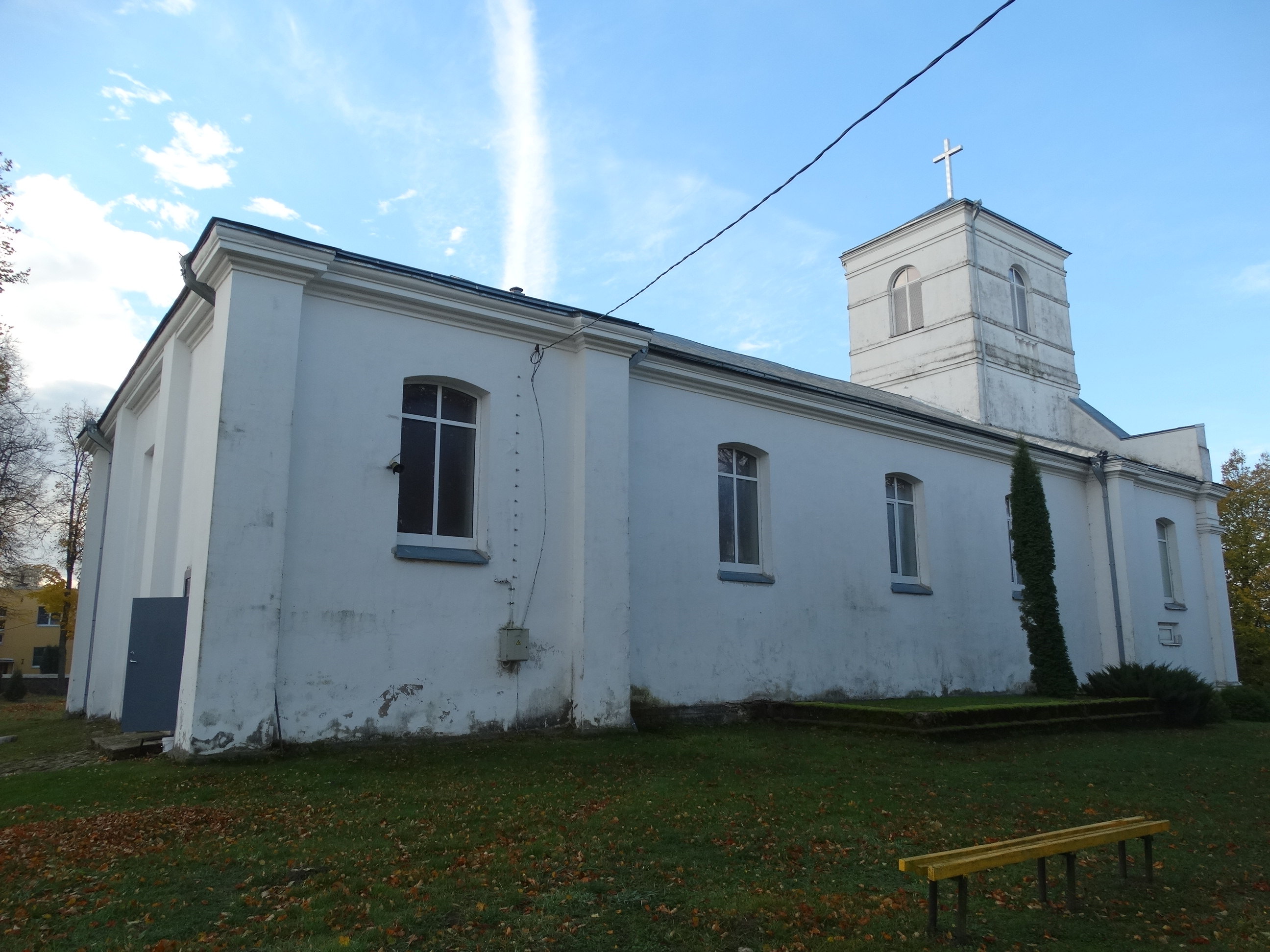
Kościół NMP Szkaplerznej
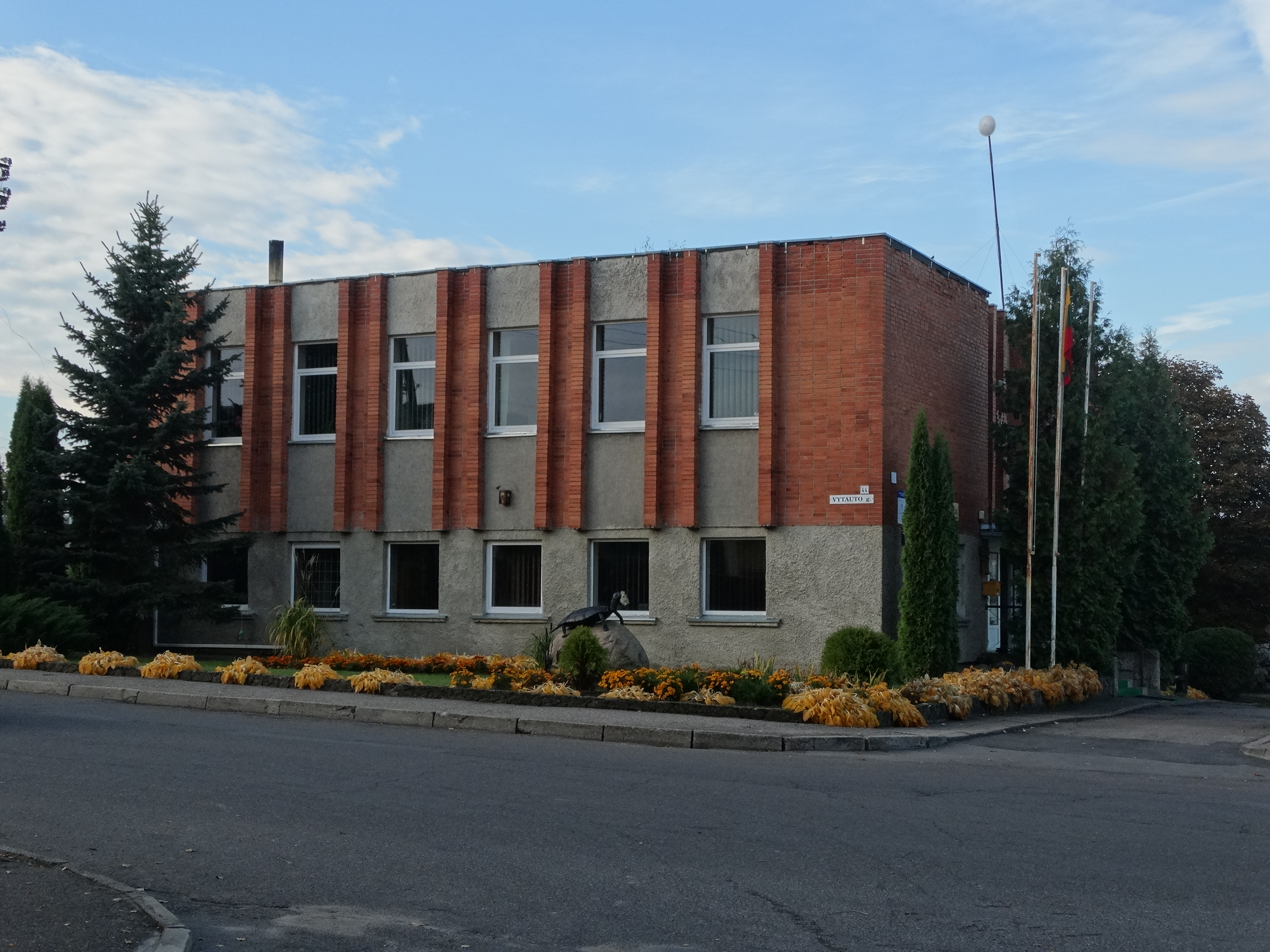
Gmach starostwa
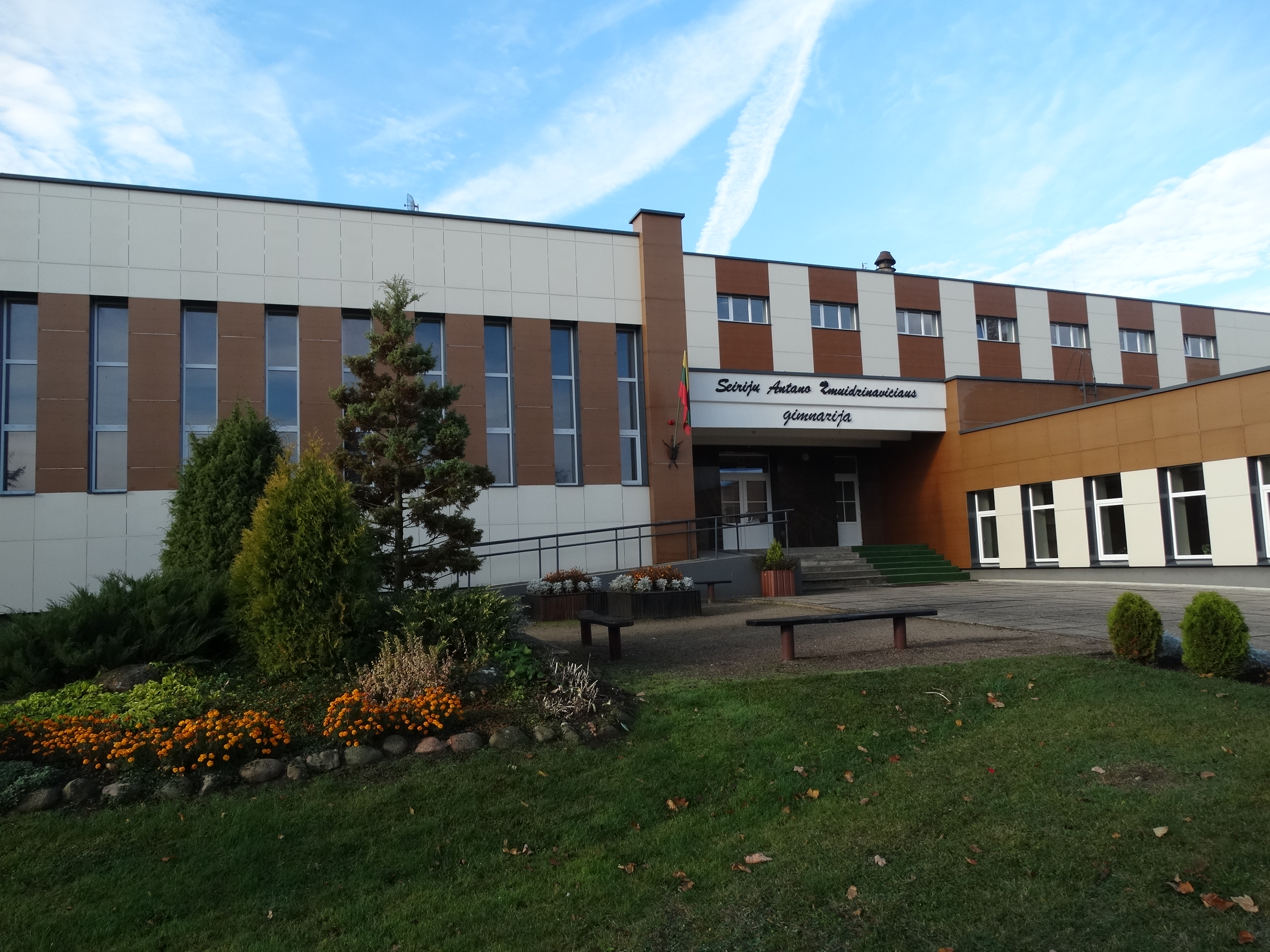
Gimnazjum
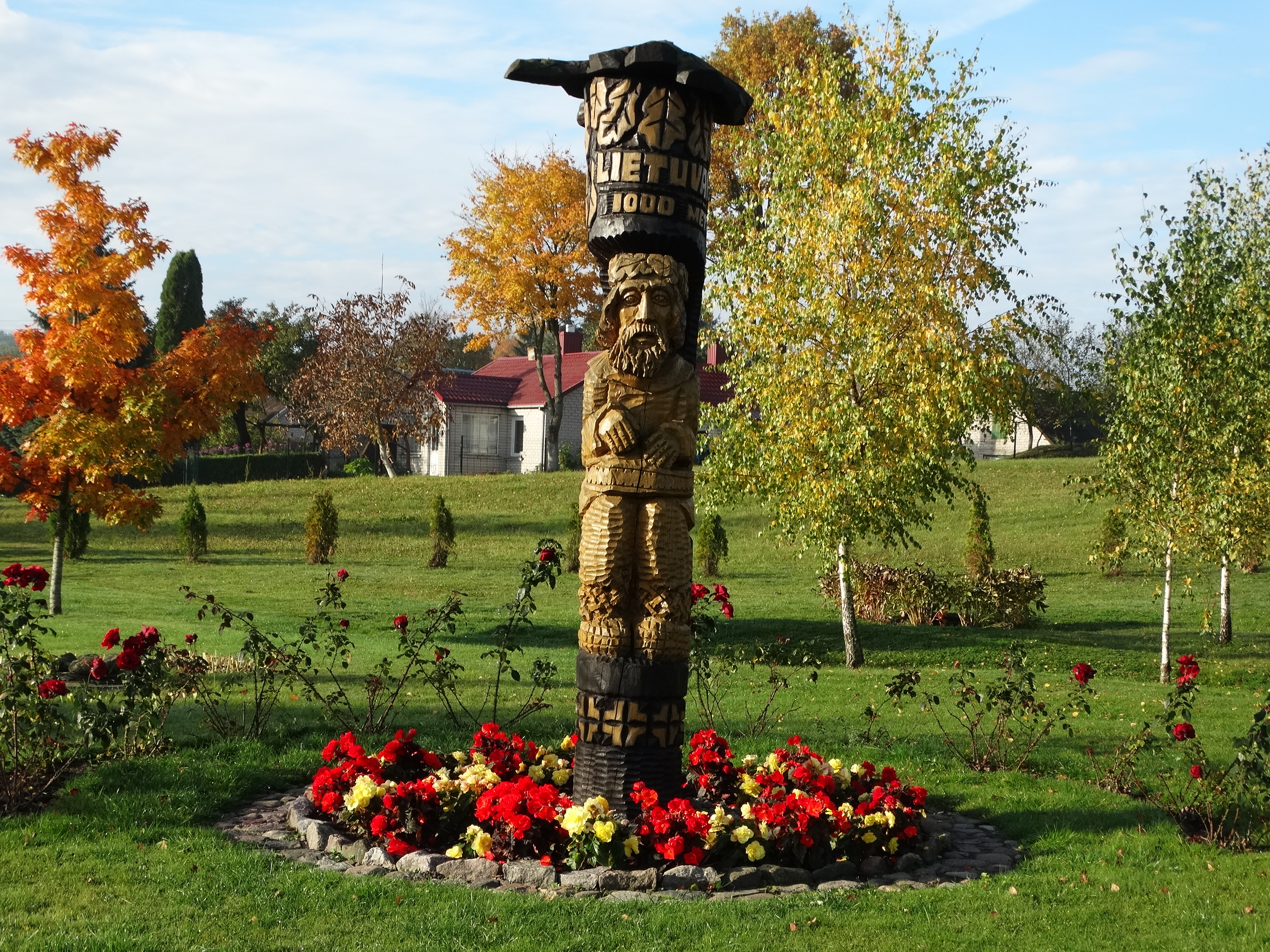
Park
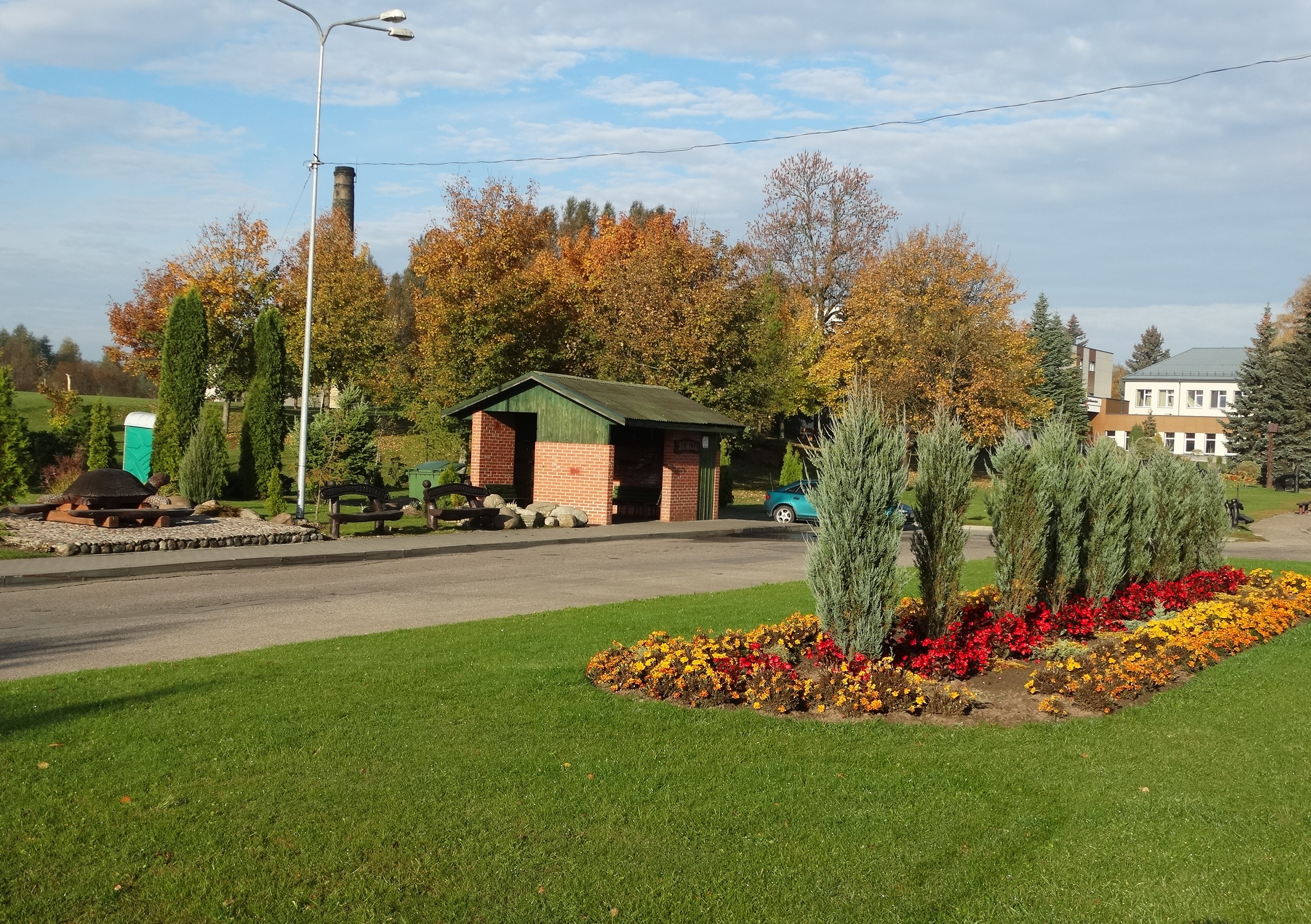
Przystanek autobusowy
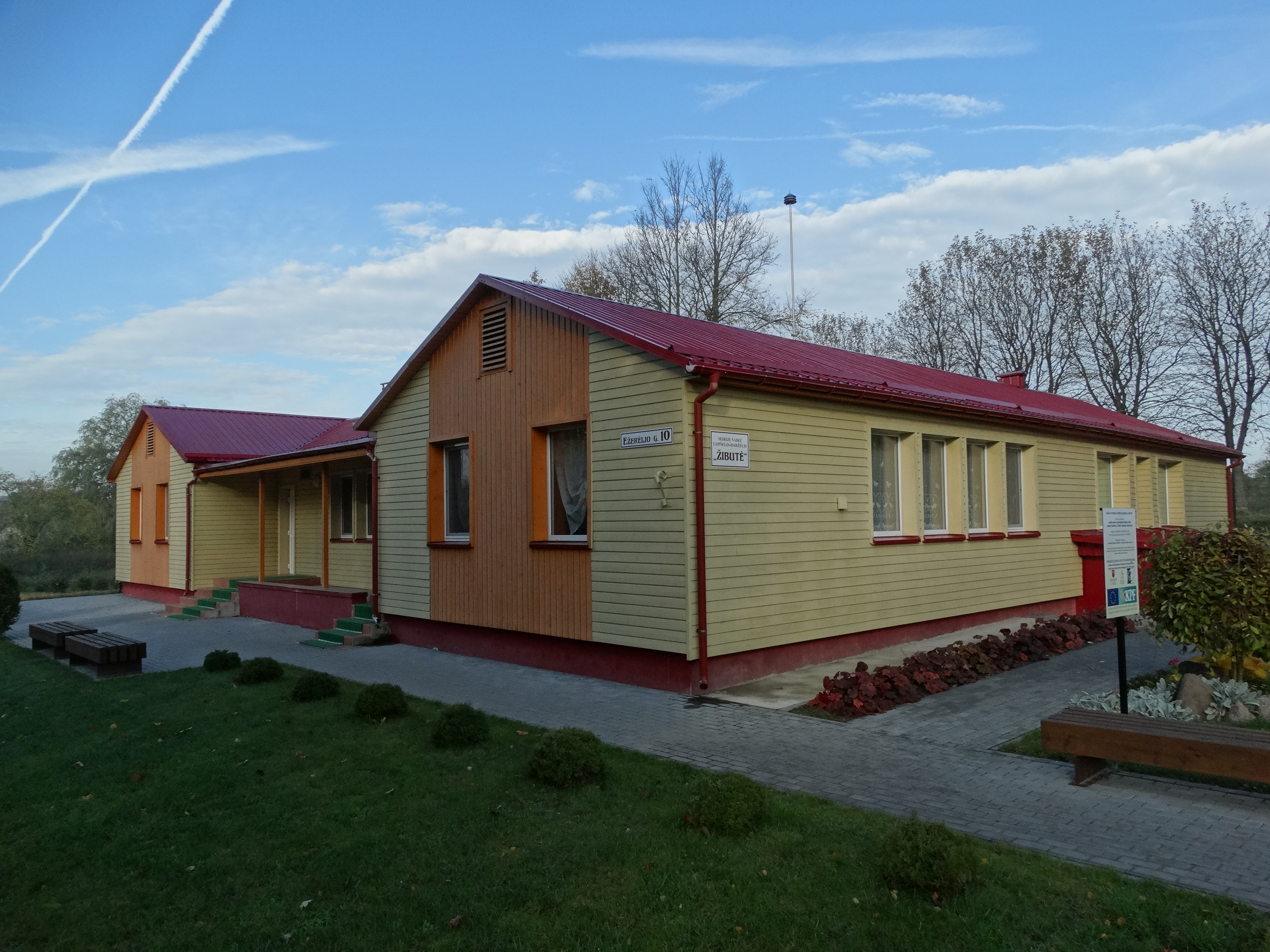
Przedszkole